# Opieńka ciemna
Opieńka ciemna (Armillaria ostoyae (Romagn.) Herink) – gatunek grzybów z rodziny obrzękowcowatych (Physalacriaceae).

## Systematyka i nazewnictwo
Pozycja w klasyfikacji według Index Fungorum: Armillaria, Physalacriaceae, Agaricales, Agaricomycetidae, Agaricomycetes, Agaricomycotina, Basidiomycota, Fungi.
Dawniej wszystkie gatunki opieniek określane były nazwą opieńka miodowa (Armillaria mellea). W 1973 r. Henri Charles Louis Romagnesi wyodrębnił wśród nich nowy gatunek i umieścił go w rodzaju Armillariella jako Armillariella ostoyae. Przez innych mykologów takson ten został zaakceptowany jako nowy gatunek, ale w obrębie opieniek. W roku 1973 Josef Herink, przeniósł go do z powrotem do rodzaju Armillaria jako Armillaria ostoyae.
Polską nazwę nadał Władysław Wojewoda w 2003 r.

## Morfologia
Kapelusz
Średnicy 3–8 cm, u młodych okazów wypukły, ale szybko staje się rozpostarty, a u starszych okazów wklęsły. Kolor cielisty lub czerwonobrązowy. Charakterystyczną cechą jest występowanie na kapeluszu czarnobrązowych dość dużych łusek sięgających do jego brzegu.
Blaszki
Dość gęste, początkowo kremowobiałe, potem brązowe.
Trzon
Wysokość 4–12 cm, grubość do 2 cm. Jest walcowaty, włóknisty, pałkowaty, pełny i często wygięty. U starszych okazów staje się watowaty i pusty w środku. W górnej części białawy, niżej rdzawy i przeważnie z resztkami białawej osłonki oraz brązowymi kosmkami. Pierścień dość gruby, barwy białej, u spodu i na brzegach występują ciemno zabarwione łuski.
Miąższ
Barwy białej, z wiekiem z różowiejący odcieniem, o grzybowym zapachu i łagodnym smaku.
Wysyp zarodników
Biały. Zarodniki elipsoidalne, gładkie, z kroplami, o rozmiarach 7,5–10 × 5–7 µm. Podstawki ze sprzążkami.
Gatunki podobne
Przez grzybiarzy opieńka ciemna często mylona jest z opieńką miodową (Armillaria mellea) lub opieńką bezpierścieniową (Armillaria tabescens). W dawnych atlasach grzybów zwykle opieńki miodowej nie odróżniano od opieńki ciemnej lub wszystkie te trzy gatunki określane były nazwą opieńka miodowa. Z punktu widzenia grzybiarzy nierozróżnianie tych gatunków nie ma większego znaczenia, gdyż wszystkie są jadalne. Opieńka bezpierścieniowa nie posiada pierścienia na trzonie i w Polsce jest rzadka, opieńka miodowa występuje na obumarłych drzewach liściastych i ma kapelusz z bardzo drobnymi kosmkami, nieraz całkowicie nagi.

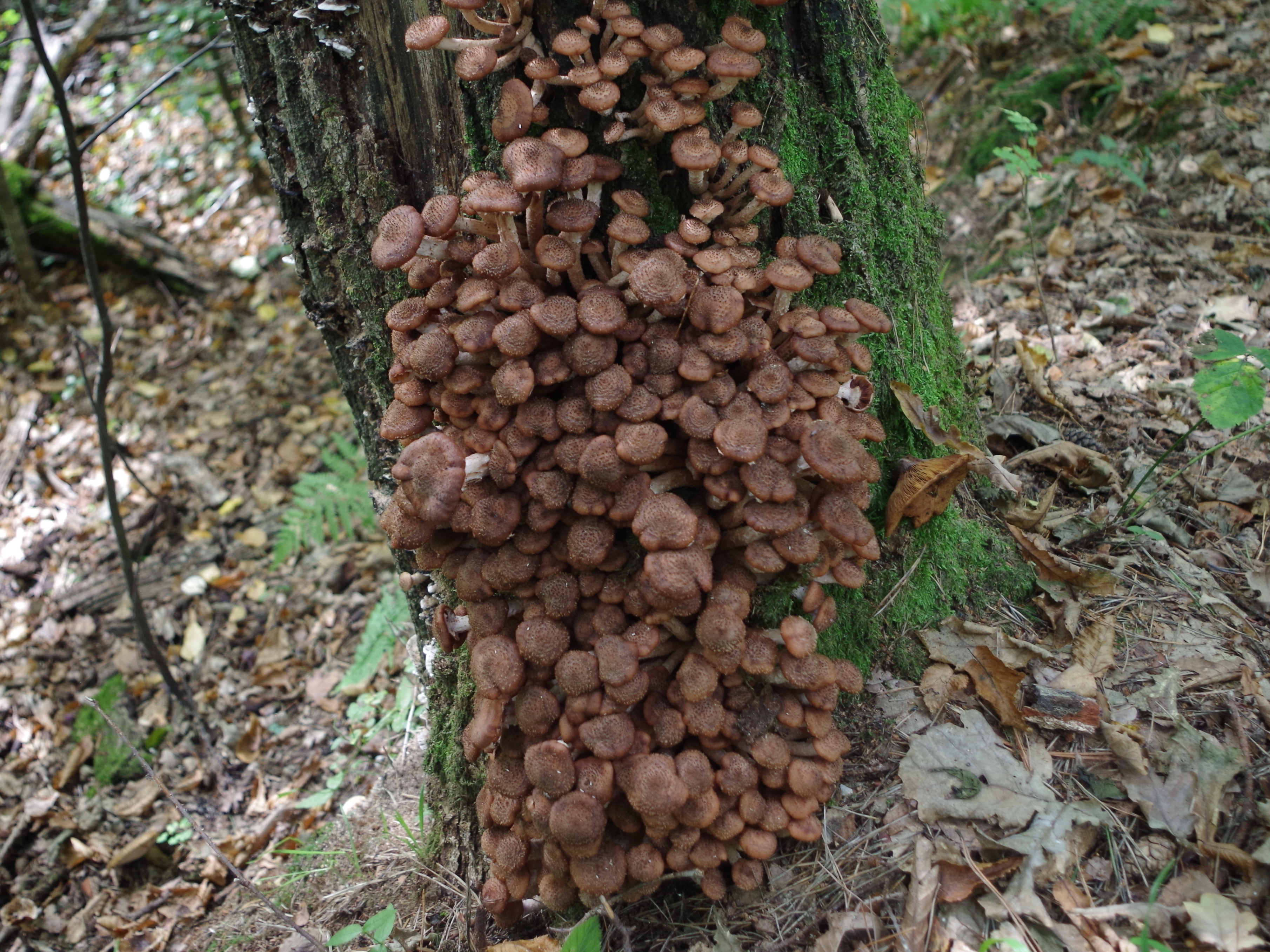
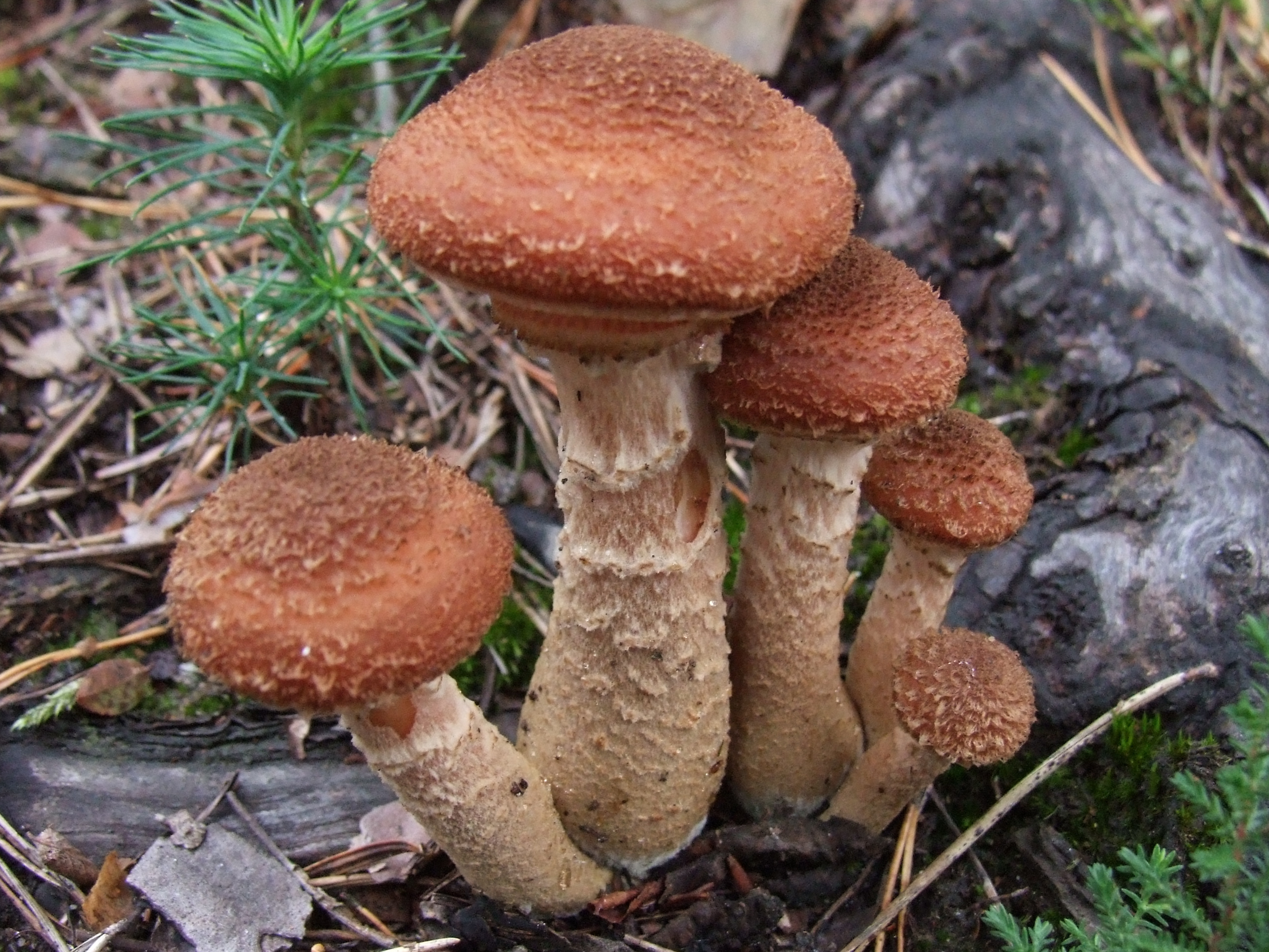
Młode owocniki
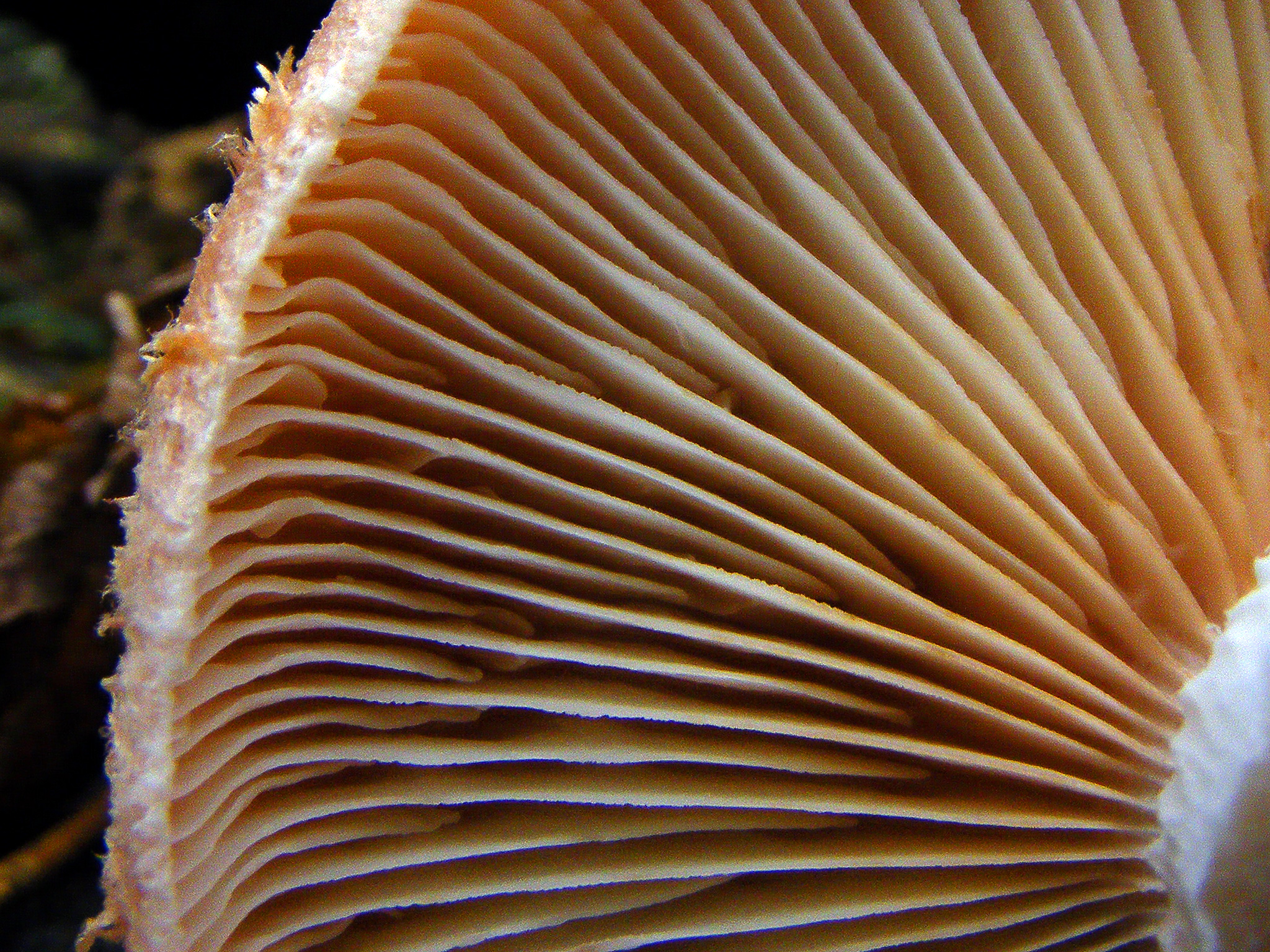
Hymenofor
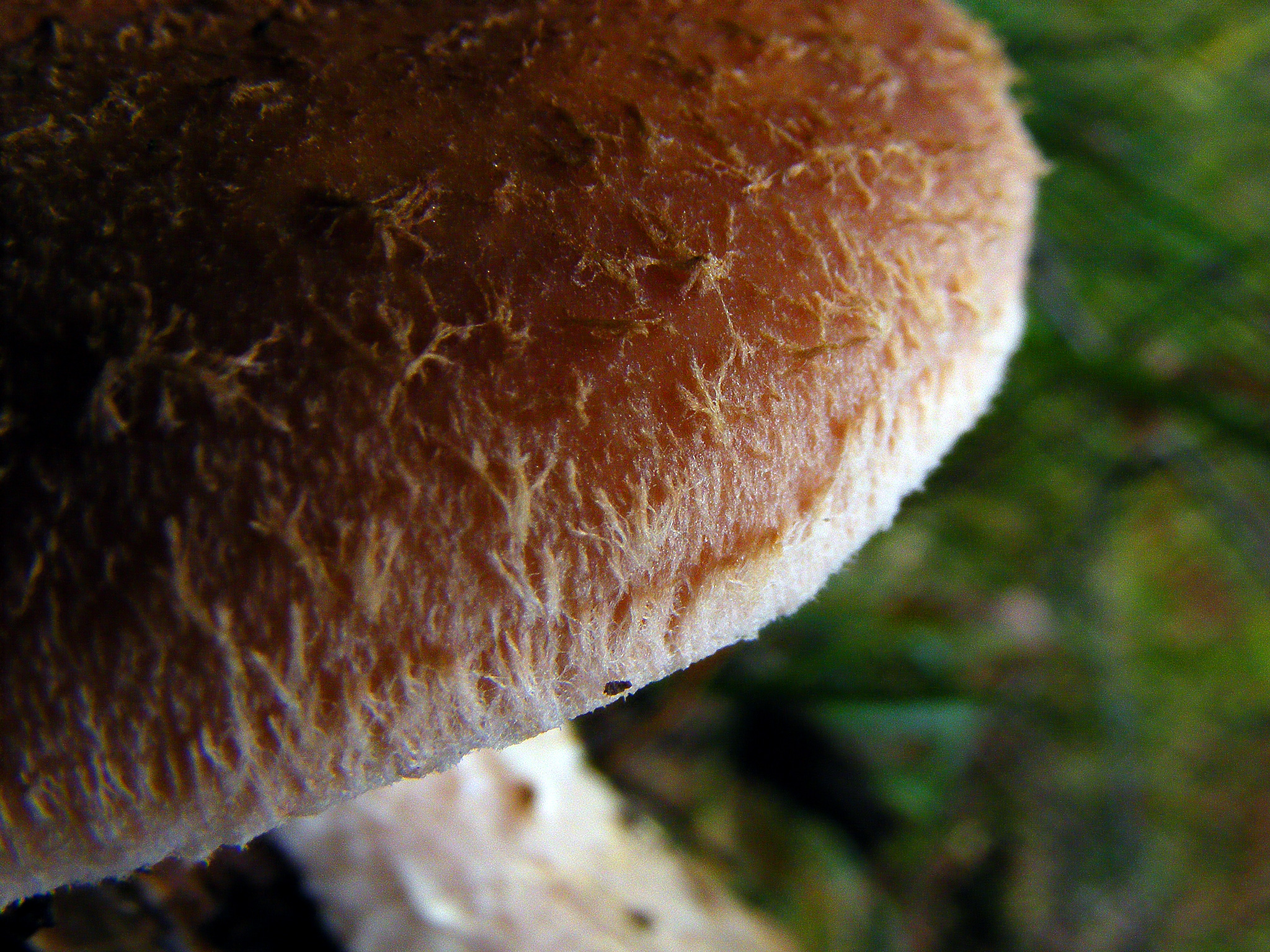
Powierzchnia kapelusza
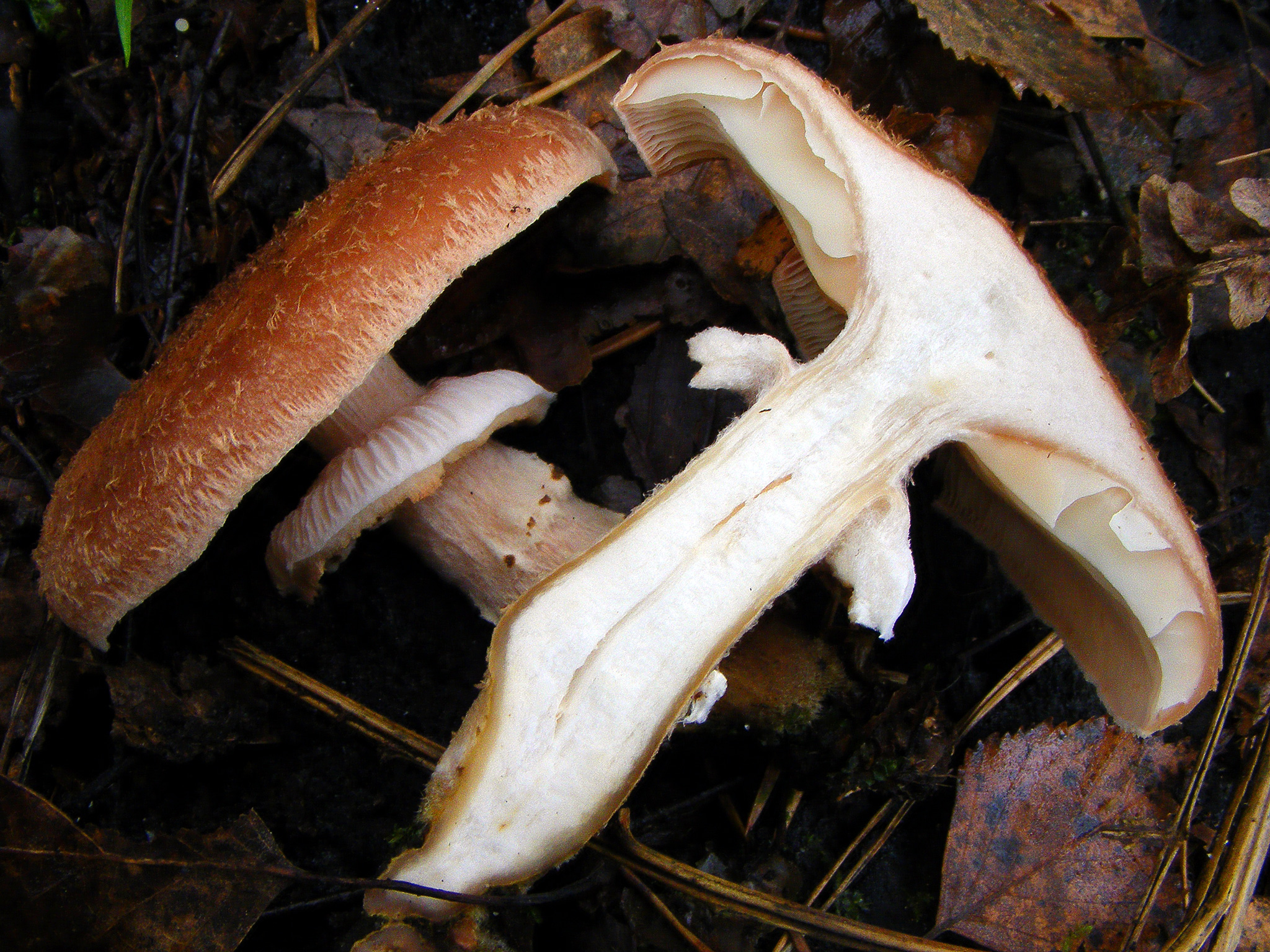
Przekrój owocnika

## Występowanie i siedlisko
Opisano występowanie tego gatunku w Ameryce Północnej, Europie i Japonii. W Europie Środkowej opieńka ciemna jest bardzo pospolita, w Polsce również.
Rośnie na drzewach iglastych i liściastych, głównie na świerku, rzadziej na jodle, także na sośnie i buku. Jest pospolita na terenie całej Polski, szczególnie w lasach świerkowych na kwaśnej glebie. Czasami występuje tak licznie, że opanowane przez opieńkę ciemną pniaki drzew są białe od jej zarodników.
Opieńka ciemna jest najczęściej występującym gatunkiem opieńki w Polsce.
Osobnik opieńki ciemnej odkryty w 2001 r. w Malheur National Forest w Blue Mountains (Górach Błękitnych) we wschodnim Oregonie i opisany w 2003 r. w kwietniowym numerze Canadian Journal of Forest Research, jest największym (pod względem zajmowanej powierzchni) organizmem żyjącym na Ziemi. Badania potwierdzające, iż ów grzyb jest jednym organizmem, polegały na gromadzeniu próbek grzybni z różnych miejsc lasu i obserwacji ich rozrostu w laboratorium, wykonano także badania genetyczne. Grzybnia tego pojedynczego osobnika zajmuje powierzchnię 8,9 km². Naukowcy szacują, iż upłynęło 8 tys. lat od czasu, gdy grzyb ten skiełkował z zarodnika. Pod względem masy organizm opieńki ustępuje topoli osikowej o nazwie Pando rosnącej w stanie Utah, której klonalny osobnik zajmując 43 ha powierzchni waży 6,5 tysiąca ton.

## Znaczenie
Leśnictwo
Grzyb pasożytniczy wywołujący u zaatakowanych drzew chorobę o nazwie opieńkowa zgnilizna korzeni prowadzącą do obumarcia drzewa i powodującą białą zgniliznę drewna. Występuje również jako saprotrof na martwych pniakach i korzeniach drzew, a czasami również na ziemi w pobliżu korzeni lub pniaków.
Kulinarne
Grzyb jadalny wysoko ceniony przez grzybiarzy. Nadaje się do gotowania, smażenia, marynowania, może też być przyrządzany na różne inne sposoby, jednakże zawiera pewne związki chemiczne, które w stanie surowym dla niektórych ludzi mogą być szkodliwe. Dlatego też należy go najpierw obgotować przez około 5 minut i odlać wywar, po czym dopiero poddaje się go dalszej obróbce termicznej.
Filatelistyka
Poczta Polska wyemitowała 31 sierpnia 2012 r. znaczek pocztowy przedstawiający opieńkę ciemną, o nominale 4,15 zł, w serii Grzyby w polskich lasach. Wydrukowano 300 000 sztuk, techniką offsetową, na papierze fluorescencyjnym. Autorem projektu znaczka była Marzanna Dąbrowska. Znaczek posiadał przywieszkę z maślanką wiązkową.